# Roger Janin
Roger Janin, né le 4 avril 1910 à Baccarat, Meurthe-et-Moselle, et mort le 5 mai 1948 aux Mureaux, Yvelines, était un aviateur français, pilote militaire et pilote d'essai.

## Distinctions
- Chevalier de la Légion d'honneur
- Médaille de l'Aéronautique

## Hommages
- aero-club Roger Janin (ACRJ) aux Mureaux, où il est décédé[1].
- rue Roger Janin à Méaulte, ville natale de l’avionneur Henry Potez. Les rues voisines portent aussi des noms de grandes figures de l’aviation : Jean Mermoz, Maryse Bastié[2].